# Subsecretaría del Trabajo de Chile
La Subsecretaría del Trabajo de Chile (también conocida por su acrónimo, SUBTRAB), es una de las subsecretaría de Estado dependientes del Ministerio del Trabajo y Previsión Social, y cuya misión es contribuir a la construcción de una sociedad de oportunidades, seguridades y valores, a través del cumplimiento de los objetivos del Ministerio; mediante el diseño, coordinación, supervisión y evaluación de políticas, programas e instrumentos que promuevan más y mejores empleos; la entrega del soporte administrativo y de gestión necesario; y la supervigilancia de los servicios dependientes. Desde el 21 de abril de 2025, el subsecretario respectivo es Pablo Chacón Cancino, actuando bajo el gobierno de Gabriel Boric.

## Subsecretarios
| Subsecretario                            | Partido | Inicio                   | Final                    | Presidente              |
| ---------------------------------------- | ------- | ------------------------ | ------------------------ | ----------------------- |
| ¿?                                       | ¿?      | 1932                     | 1938                     | Arturo Alessandri Palma |
| ¿?                                       | PR      | 24 de diciembre de 1938  | 1939                     | Pedro Aguirre Cerda     |
| Marcelo Ruiz Solar                       | PR      | 1939                     | 1940                     | Pedro Aguirre Cerda     |
| Littré Quiroga Arenas                    | PR      | 1940                     | 25 de noviembre de 1941  | Pedro Aguirre Cerda     |
| ¿?                                       | PR      | 1942                     | 1946                     | Juan Antonio Ríos       |
| Carlos Diemer Johannsen                  | PR      | 3 de noviembre de 1946   | 1947                     | Gabriel González Videla |
| Arturo Escudero Otárola                  | Ind.    | 1947                     | 3 de noviembre de 1952   | Gabriel González Videla |
| Sergio Miranda Carrington                | PCT     | 3 de noviembre de 1952   | 1953                     | Carlos Ibáñez del Campo |
| Óscar Herrera Palacios                   | Ind.    | 1953                     | 1953                     | Carlos Ibáñez del Campo |
| ¿?                                       | ¿?      | 1953                     | 3 de noviembre de 1958   | Carlos Ibáñez del Campo |
| ¿?                                       | ¿?      | 3 de noviembre de 1958   | 1959                     | Jorge Alessandri        |
| Pedro Montero Fehrman                    | PR      | 1959                     | 1962                     | Jorge Alessandri        |
| Emilio Pfeffer Pizarro                   | ¿?      | 1962                     | 3 de noviembre de 1964   | Jorge Alessandri        |
| Emiliano Caballero Zamora                | PDC     | 3 de noviembre de 1964   | 1967                     | Eduardo Frei Montalva   |
| Ernesto Yávar Castro                     | PDC     | 1967                     | 3 de noviembre de 1970   | Eduardo Frei Montalva   |
| Julio Benítez Castillo                   | PS      | 3 de noviembre de 1970   | 1971                     | Salvador Allende        |
| Augusto Jiménez Jara                     | PS      | 1972                     | 11 de septiembre de 1973 | Salvador Allende        |
| Lamberto Cisternas Rocha                 | Ind.    | 12 de septiembre de 1973 | ?                        | Augusto Pinochet        |
| Eduardo Loyola Osorio                    | PS      | 11 de marzo de 1990      | 11 de marzo de 1994      | Patricio Aylwin         |
| Guillermo Aníbal Pérez Vega              | PDC     | 11 de marzo de 1994      | 1997                     | Eduardo Frei Ruiz-Tagle |
| Julio Valladares Muñoz                   | PDC     | 1997                     | 11 de marzo de 2000      | Eduardo Frei Ruiz-Tagle |
| Yerko Ljubetic Godoy                     | PDC     | 11 de marzo de 2000      | 22 de abril de 2005      | Ricardo Lagos           |
| Cristóbal Pascal Cheetham                | PS      | 22 de abril de 2005      | 11 de marzo de 2006      | Ricardo Lagos           |
| Zarko Luksic Sandoval                    | PDC     | 11 de marzo de 2006      | 14 de enero de 2008      | Michelle Bachelet       |
| Mauricio Jelvez Maturana                 | PDC     | 14 de enero de 2008      | 11 de marzo de 2010      | Michelle Bachelet       |
| Marcelo Soto Ulloa                       | Ind.    | 11 de marzo de 2010      | 30 de julio de 2010      | Sebastián Piñera        |
| Bruno Baranda Ferrán                     | RN      | 30 de junio de 2010      | 7 de junio de 2013       | Sebastián Piñera        |
| Fernando Arab Verdugo                    | Ind.    | 17 de junio de 2013      | 11 de marzo de 2014      | Sebastián Piñera        |
| Francisco Javier Díaz Verdugo            | PS      | 11 de marzo de 2014      | 11 de marzo de 2018      | Michelle Bachelet Jeria |
| Fernando Arab Verdugo                    | Ind.    | 11 de marzo de 2018      | 11 de marzo de 2022      | Sebastián Piñera        |
| Giorgio Boccardo Bosoni                  | FA      | 11 de marzo de 2022      | 8 de abril de 2025       | Gabriel Boric           |
| María Elizabeth Soto Parada (subrogante) | FA      | 8 de abril de 2025       | 21 de abril de 2025      | Gabriel Boric           |
| Pablo Chacón Cancino                     | PCCh    | 21 de abril de 2025      | En el cargo              | Gabriel Boric           |